# Blackwell (série de jeux vidéo)
Pour les articles homonymes, voir Blackwell.
Blackwell est une série de jeux vidéo d'aventure en pointer-et-cliquer développés et édités par Wadjet Eye Games.
La série des Blackwell est composée de cinq épisodes :
- The Blackwell Legacy, sorti le 23 décembre 2006
- Blackwell Unbound, sorti le 4 septembre 2007
- Blackwell Convergence, sorti le 2 juillet 2009
- The Blackwell Deception, sorti le 12 octobre 2011
- The Blackwell Epiphany, sorti le 24 avril 2014

Chaque épisode raconte une histoire linéaire dans le temps, mais les épisodes, entre eux, ne sont pas dans l'ordre chronologique.
Ces jeux ont été conçus par Dave Gilbert, concepteur de The Shivah et de Two of a Kind. Ils ont été réalisés grâce au moteur gratuit, Adventure Game Studio. À partir de Blackwell Deception, Ben Chandler (un autre créateur de jeu sous AGS), a créé des assets graphiques pour le jeu (personnages, décors, etc.).